# Всеукраїнське політичне об'єднання «Єдина родина»
«Всеукраї́нське політи́чне об'є́днання «Єди́на роди́на» — українська політична партія, зареєстрована 30 квітня 1999 року наказом Міністерства юстиції України № 526, реєстраційне свідоцтво № 1169. Голова партії — Олександр Ржавський.
Партія входить до суспільного руху «Єдина країна», заснованого журналістом, істориком, філософом Данилом Яневським.

## Попередні назви
- 30 квітня 1999 — 2014: Всеукраїнське політичне об'єднання «Єдина родина»
- 28 серпня 2014 — 2018: Всеукраїнське політичне об'єднання «Україна — єдина країна»
- 17 квітня 2018 — …: Політична партія «Всеукраїнське політичне об'єднання „Єдина родина“»

## Історія
1 січня 1999 року в Київському пологовому будинку № 2 відбулася прес-конференція, на якій було повідомлено про те, що ініціативні групи прихильників створення партії з умовною назвою "Всеукраїнське політичне об'єднання «Єдина родина» дійшли згоди таку партію створити.
В Автономній Республіці Крим, 14 областях та місті Києві було обрано делегатів на Установчий з'їзд, який відбувся 20 лютого того ж року у Києві, в Будинку Кіно. З'їзд підтримав пропозицію ініціативних груп створити партію "Всеукраїнське політичне об'єднання «Єдина родина», затвердив її Статут і Політичну програму.
Головою партії обрано народного депутата України Ржавського Олександра Миколайовича.
Обрано Центральний Комітет в складі одинадцяти чоловік та Політичну раду в складі семи чоловік, контрольно-ревізійну комісію. «Єдину Родину» зареєстровано Міністерством юстиції України 30 квітня 1999 року (свідоцтво № 1169).
На першому з'їзді 14 травня 1999 року було ухвалено рішення висунути Голову партії Ржавського Олександра кандидатом в Президенти Україн. У виборах Президента України 1999 року отримав 0.37% голосів виборців і 2004року отримав 0.03% голосів.
Партія взяла у виборах народних депутатів України 11 червня та 25 червня 2000 року в округах, де з різних причин раніше обрані депутати вибули, а також у виборах до місцевих рад.
На III З'їзд «Єдина родина», який відбувся 28 березня 2003 року, в місті Києві були прийняті зміни і доповнення до Програми та Статуту партії, Збільшено чисельний склад ЦК та політради. До Програми внесені положення про «Україну без армії» та про відношення партії до гендерної політики.
Учасник виборів до Верховної Ради України у березні 2006 року, у складі Блоку Безпартійних «Сонце». Блок набрав 0,04% виборчих голосів.
12 жовтня 2006 року VI З'їзд партії ухвалив рішення про ліквідацію партії.
У грудні 2007 року, VII З'їздом партії було ухвалене рішення про відміну ліквідації.
Олександр Ржавський очолював партію до 28 серпня 2014 року, коли на з’їзді партії було змінено її назву на «Україна — єдина країна», прийнято нову програму та обрано нове керівництво.
17 квітня 2018 партія повернула попередню назву «Всеукраїнське політичне об'єднання „Єдина родина“», і її знову очолив Олександр Ржавський.

## Парламентські вибори 2014

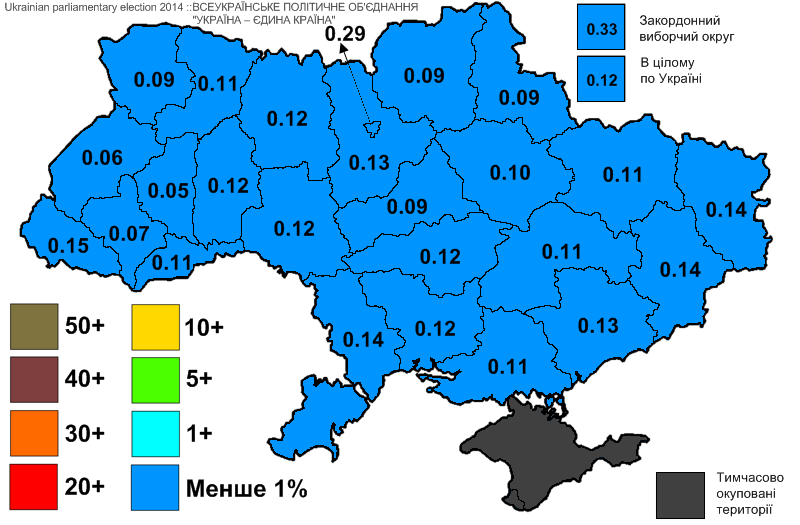
Результати виборів до ВР України. 2014 рік.

Рішення про участь ВПО «Україна — єдина країна» у позачергових виборах до Верховної Ради України було прийнято 14 вересня 2014 року на XIV з'їзді об'єднання. Центральна виборча комісія зареєструвала партію під №16, у виборчому списку —  92 кандидати, переважно безпартійні,  жодного колишнього народного депутата. Очолив список голова об'єднання Музика Максим Іванович. Перша десятка має такий вигляд:
1. Музика Максим Іванович — голова Всеукраїнського політичного об'єднання «Україна — єдина країна», голова Громадської організації «Народний Нагляд», директор ТОВ «Сейлз Майстер».
2. Яневський Данило Борисович — український історик, телеведучий, Заслужений журналіст України, доктор історичних наук. Засновник Громадської організації «Єдина Країна».
3. Мочанов Олексій Юрійович — український автогонщик, автомобільний та автоспортивний журналіст, телеведучий.
4. Ісмагілов Сергій Валерійович — муфтій Духовного управління мусульман України «Умма»[17], голова Громадської організації «Український центр ісламознавчих досліджень».
5. Тука Георгій Борисович — директор ТОВ «Зеніт-Телеком», волонтер, голова Громадської організації «Народний Тил», нагороджений орденом «За заслуги» III ступеня.
6. Стус Дмитро Васильович — генеральний директор Національного музею Тараса Шевченка (м. Київ), письменник, голова Всеукраїнської творчої спілки «Конгрес літераторів України».
7. Шамрай Артем Віталійович — керуючий партнер ТОВ «Правова група „ДОМІНАНТА“», співзасновник громадської руху «За єдину Україну!».
8. Євтухова Лариса Миколаївна — директор приватного підприємства «Компанія „Нова Хвиля“».
9. Красовицький Олександр Віталійович — генеральний директор видавництва «Фоліо».
10. Тімченко Віктор Миколайович — полковник, голова Товариства сприяння обороні України.

## Символіка
Партійна емблема являє собою стилізоване зображення трьох силуетів людини (матері, батька, дитини), що розміщенні в колі, яке складається з безперервної лінії — одна частина кола, друга частина кола — складає розташований напис кирилицею: «Єдина родина», що в цілому являє собою закрите коло. З внутрішньої сторони кола симетрично до напису «Єдина родина» розташований напис кирилицею: "Всеукраїнське політичне об'єднання. Символіка має червоне забарвлення.